# Punter (football américain)
 (juin 2023).
Si vous disposez d'ouvrages ou d'articles de référence ou si vous connaissez des sites web de qualité traitant du thème abordé ici, merci de compléter l'article en donnant les références utiles à sa vérifiabilité et en les liant à la section « Notes et références ».

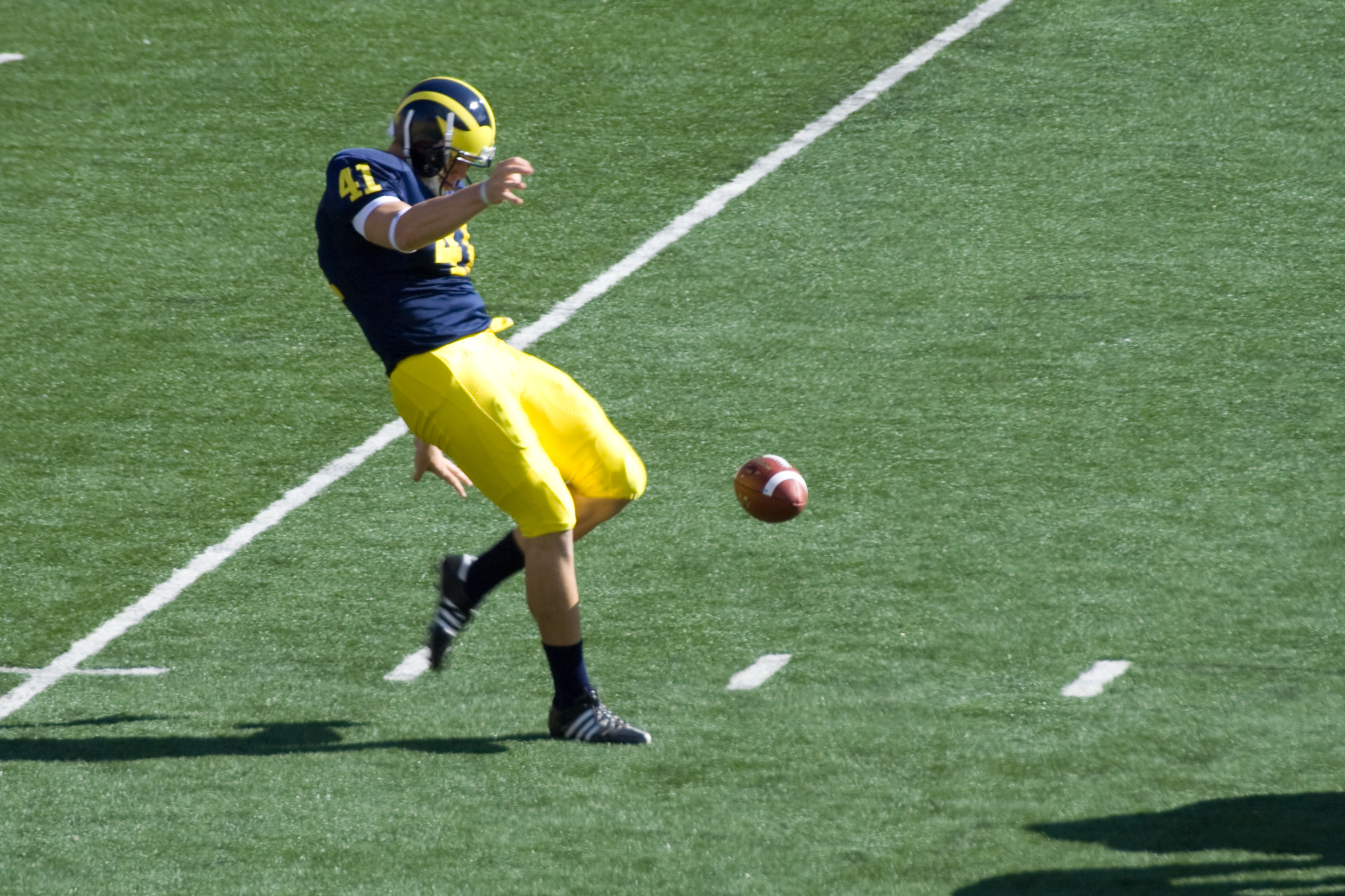
Zoltán Meskó, punter des Wolverines du Michigan en 2008.

Un punter, appelé botteur de dégagement au Canada, est un joueur de football américain ou de football canadien évoluant dans les unités spéciales.
Son rôle est de dégager le ballon le plus loin possible.

## Qualités
Le punter doit être précis et avoir une bonne puissance de frappe du pied.

## Rôles
Le punter doit frapper le ballon le plus loin possible tout en restant dans les limites du terrain. C'est ainsi qu'intervient la notion de précision lorsqu'il s'agit de taper le ballon près de la ligne de touche. Après le botté, si le returner réussit une belle course, le punter devient parfois le dernier joueur de son équipe pouvant l'arrêter avant la zone d'en-but.

## Notoriété
L'ancien joueur des Raiders d'Oakland, Ray Guy, est le seul pur punter à être intronisé au Pro Football Hall of Fame, ainsi que le seul pur punter à avoir été choisi au premier tour d'une draft de la NFL. Russell Erxleben a été sélectionné en 11e choix global lors du premier tour de la draft 1979 par les Saints de La Nouvelle-Orléans en tant que punter, mais il était également kicker. Guy est crédité d'avoir élevé le statut des punters dans la NFL parce qu'il s'est avéré être un ingrédient majeur du succès des Raiders dans les années 1970 en empêchant les adversaires de prendre l'avantage de la position sur le terrain.

## Records
Bob Cameron (en) des Blue Bombers de Winnipeg (LCF), détient le record de la Ligue canadienne de football (LCF) du plus grand nombre de yards gagnés en carrière avec 134 301 yards (122,8 km) gagnés en vingt-trois saisons.
Jeff Feagles détient le record NFL du plus grand nombre de yards accumulés lors de punt avec 71 211 yards. Il a joué de 1988 à 2009 pour cinq franchises différences.
Deux punters de la LCF partagent le record du plus long punt de l'histoire professionnelle avec une distance de 108 yards. Un tel punt est théoriquement possible au football américain mais cela entraînerait probablement un touchback, de plus cela nécessiterait que la ligne de mêlée soit sur la ligne des deux yards de l'équipe qui botte, augmentant ainsi la difficulté de réaliser un punt exceptionnellement long. 
Steve O'Neal a établit le record du plus long punt de la NFL en 1969 d'une distance de 98 yards. Il s'agit du punt le plus long jamais enregistré dans un match et qui n'a pas entraîné de touchback.

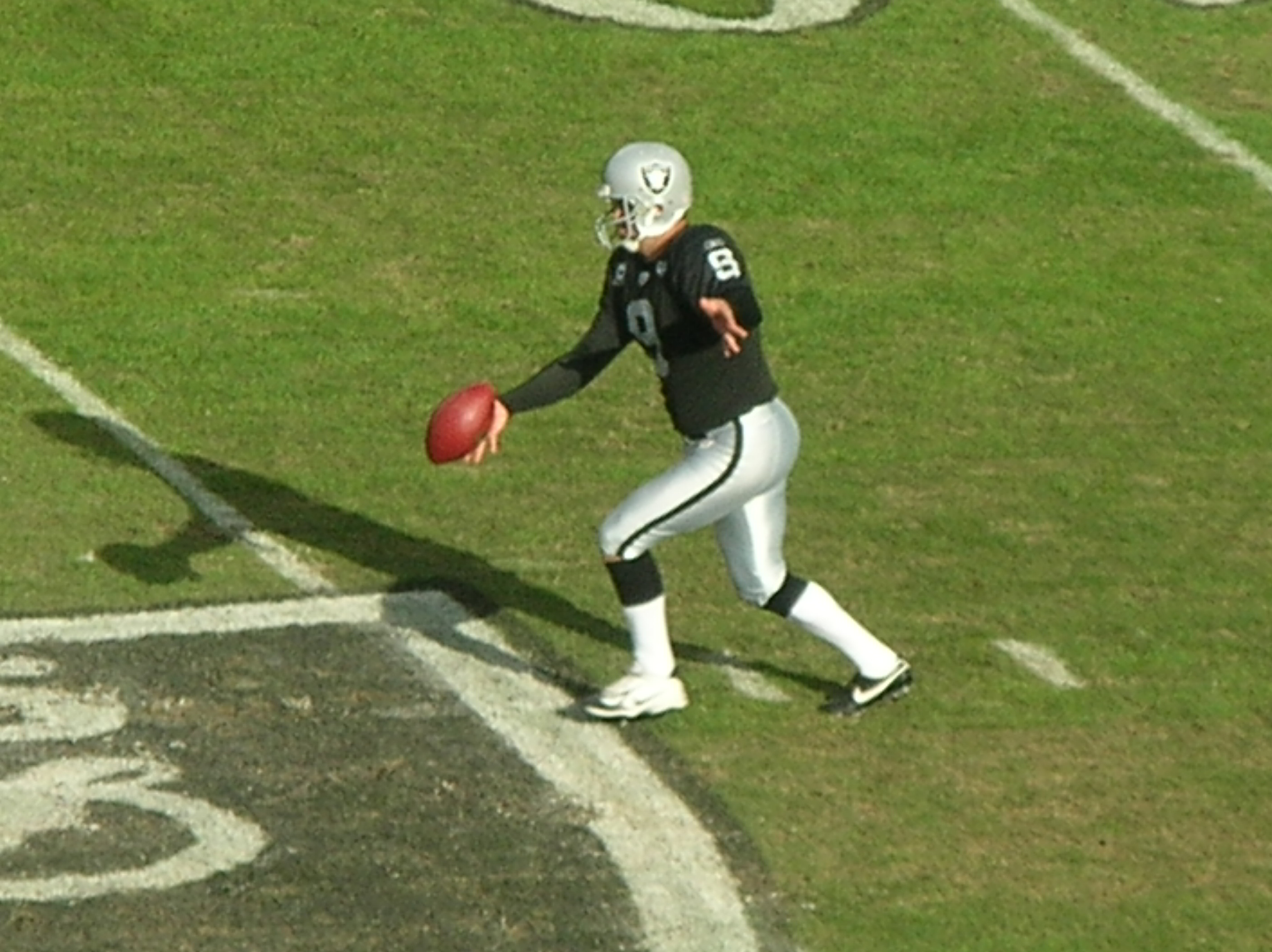
Shane Lechler des Raiders d'Oakland en novembre 2008.
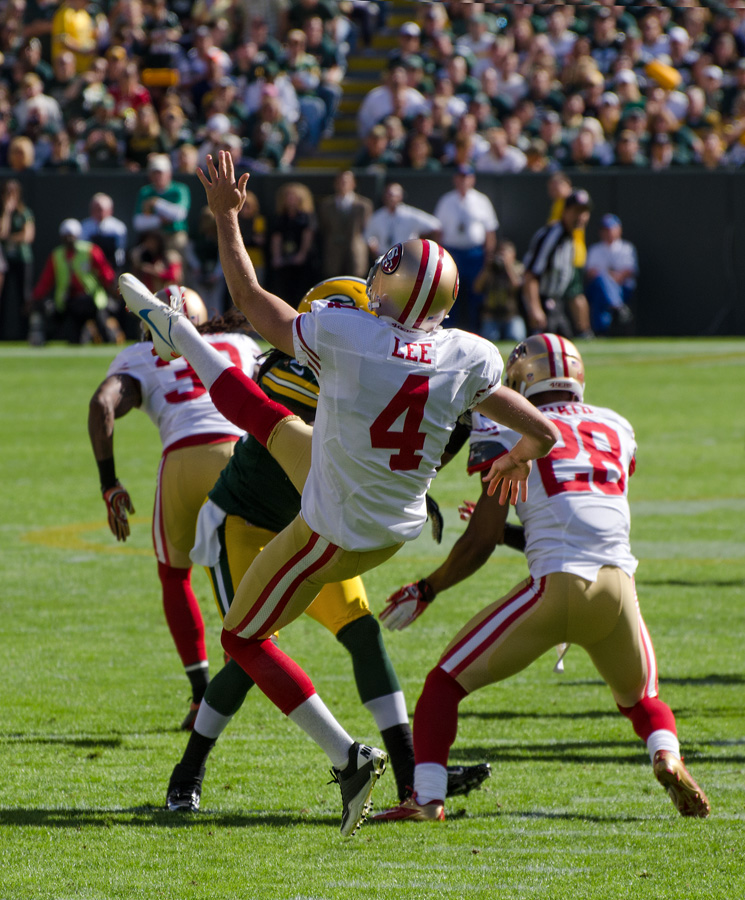
Andy Lee dss 49ers de San Francisco.
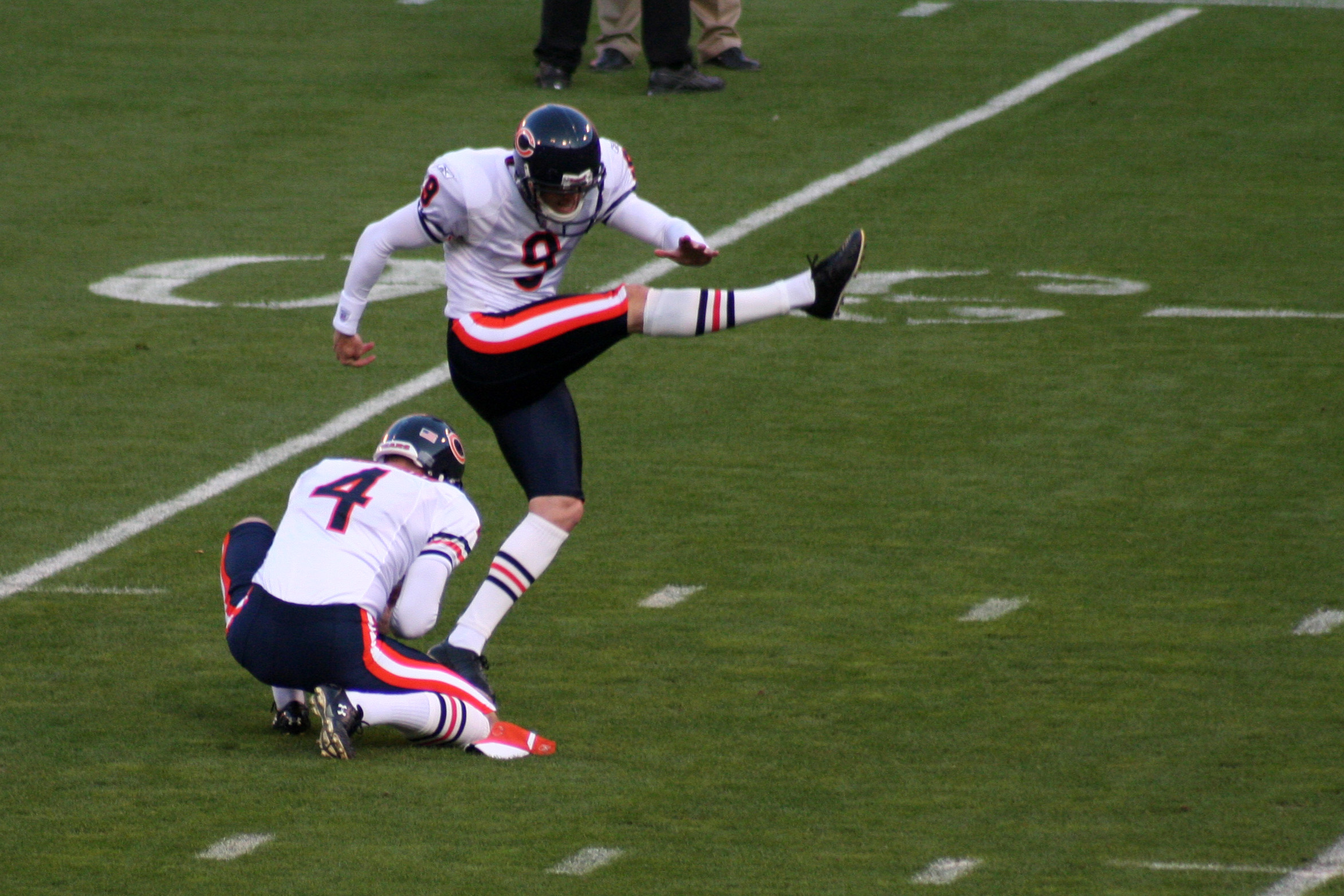
Brad Maynard (#4) punter des Bears de Chicago avec le kicker Robbie Gould.
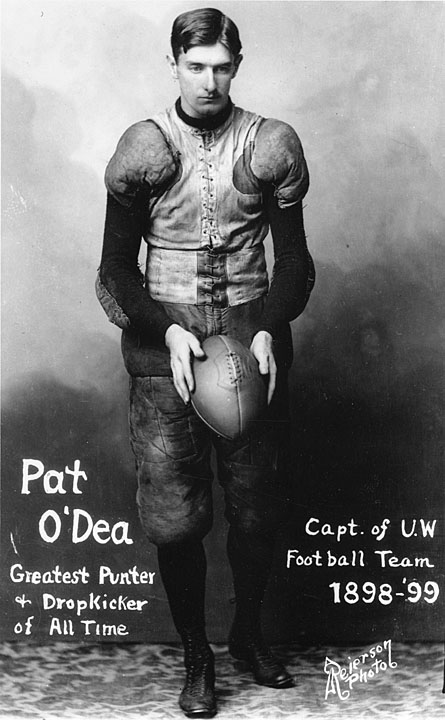
Pat O'Dea, punter et fullback des Badgers de Wisconsin.